# Sally Brown
Sally Ann Brown is een personage uit de Amerikaanse stripserie Peanuts van Charles Schulz. Ze is het zusje van Charlie Brown.

## Geschiedenis
Sally werd als onzichtbaar personage geïntroduceerd in de strip op 26 mei 1959, toen Charlie een telefoontje kreeg dat hij zojuist een zusje had gekregen. Ze kreeg haar naam Sally een week later. Pas op 23 augustus 1959 verscheen ze voor het eerst in beeld.
Sally deed haar introductie in de strip als baby. Maar net als Linus en Schroeder, die ook als baby’s werden geïntroduceerd, groeide ze veel sneller op dan de andere personages. Daar waar Charlie even oud bleef in de strip, verouderde Sally over de jaren tot een kind van een jaar of zes. Op 5 september 1962 ging ze voor het eerst naar de kleuterschool, een paar jaar later gevolgd door groep 3 van de basisschool. Vanaf dat moment werd ze net als de andere personages niet meer ouder.

## Personage
Sally heeft blond haar en draagt doorgaans een roze jurk. Ze kan erg koppig zijn en wil altijd haar gelijk hebben totdat overduidelijk wordt aangetoond dat ze ongelijk heeft. Net als Charlie kan ze niet tegen het feit dat het leven soms oneerlijk is. In latere jaren ontwikkelde ze geregeld ”nieuwe filosofieën”, die vaak bestonden uit een zin waar vrijwel geen filosofische gedachtegang achter zat.
Sally heeft in de serie een relatie met Charlie’s vriend Linus van Pelt. Aanvankelijk had Linus een soort van “mentorrol” tegenover Sally. Hij beantwoordt haar liefde echter maar zelden.
In tegenstelling tot de andere Peanuts-personages lijkt Sally maar weinig om sport te geven. Ze doet eigenlijk alleen mee met een sport als Linus haar daartoe uitnodigt. Ze heeft als een van de weinige personages nooit meegespeeld met Charlie’s honkbalteam.
Sally spreekt Charlie altijd aan als “grote broer” en noemt hem maar zelden bij zijn echte naam. Charlie had aanvankelijk veel geduld met haar, maar vanaf het moment dat ze ouder is, ergert hij zich geregeld aan haar soms lakse houding.